# Myrmica rubra
Myrmica rubra, cũng gọi là kiến lửa châu Âu hay kiến đỏ thông thường, là một loài kiến thuộc phân chi Myrmica, được tìm thấy khắp châu Âu và một vài nơi ở Bắc Mỹ và châu Á. Chúng chủ yếu có màu đỏ, có màu hơi tối hơn trên đầu. Loài kiến này sinh sống dưới đá, cây đổ, và trong đất. Chúng là những con kiến hung dữ, thường tấn công hơn là chạy trốn, nó có ngòi đốt, mặc dù thiếu khả năng phun axít formic như chi Formica.
Chủ yếu có nguồn gốc từ Trung Âu, loài này hiện đang xâm nhập Nhật Bản và Bắc Mỹ, nơi chúng được coi là một mối phiền toái vì nó là một loài xâm lấn.
Tổ của chúng có hình dạng nhiều "nữ chúa", và có thể có tới 100 kiến chúa mỗi tổ.
 They are also polydomous, with many nest sites per individual colony. Những kiến chúa sẽ tập hợp lại với nhau sau khi chuyến bay giao phối của chúng và sẽ thành lập một tổ và đẻ trứng của trong đó. Các con kiến chúa có thể sống đến mười lăm năm. Các chuyến bay giao phối diễn ra bình thường vào cuối tháng bảy đến giữa tháng Tám ở châu Âu. Hàng trăm con kiến chúa trẻ và kiến đực bay lên không trung để giao phối với nhau. Sau đó, những con đực chết và kiến chúa rụng cánh của chúng để lập một tổ mới. Không có chuyến bay giao phối đã được chứng kiến từ loài này đang sống ở Bắc Mỹ. 
Chúng rất phổ biến ở châu Âu và sống ở đồng cỏ và khu vườn. Chúng ăn honeydew excreted bởi aphids, và, being very aggressive like to eat many types of insect and other invertebrates. Chúng sẽ tấn công bất kỳ sinh vật làm rối loạn tổ của chúng, nhưng không phải là hung hăng như là Red Imported Fire Ant. 
Chúng rất gióng M. ruginodis, và khó phân biệt. Ấu trùng loài bướm ngày Maculinea alcon cũng như Maculinea teleius sử dụng Myrmica rubra làm vật chủ đầu tiên.